# Fuerte Dimanche
El Fuerte Dimanche (en francés: Fort Dimache; y en criollo haitiano: Fò Dimanch) es una antigua prisión en Haití situado cerca de La Saline, en Puerto Príncipe (Port-au-Prince) que era famosa por la tortura y asesinatos durante el gobierno de François Duvalier. Fue declarado monumento en 1987. El Fuerte Dimanche original fue construido por los franceses cuando Haití era una colonia antes de 1804 y cayó en mal estado. Se convirtió en una instalación militar construida por los infantes de marina de Estados Unidos en la década de 1920 durante la ocupación estadounidense de Haití. Ya antes de Duvalier podría haber sido utilizada para el procesamiento de los presos políticos. Durante el régimen de Duvalier él y su Tonton Macoutes utilizaron las instalaciones como centro de interrogatorios y prisión para encarcelar, torturar y asesinar a opositores políticos.